# Giuseppe Chiaravalloti
Giuseppe Chiaravalloti (Satriano, 26 febbraio 1934 – Catanzaro, 6 gennaio 2025) è stato un magistrato e politico italiano, è stato presidente della Calabria dal 2000 al 2005.
Eletto alle elezioni regionali del 2000 in rappresentanza di una coalizione di centrodestra, come espressione di Forza Italia, ha guidato il governo regionale della Calabria nella VII legislatura.
È stato commissario e vicepresidente dell'Autorità Garante per la protezione dei dati personali dal 2005 al 2012.

## Biografia
Nato a Satriano, in provincia di Catanzaro, Chiaravalloti si laureò in giurisprudenza presso l'Università degli Studi di Genova dove, per un breve periodo, ebbe come compagno di corso il futuro attore e sceneggiatore Paolo Villaggio.
È morto a Catanzaro il 6 gennaio 2025.

## Carriera da magistrato
Chiaravalloti entrò in magistratura nel 1959 e fu assegnato alla pretura di Crotone, diventando giudice titolare a partire dal 1964 fino al 1976 quando divenne procuratore a Catanzaro.
Nel 1991 Chiaravalloti è stato nominato procuratore generale presso la Corte d'appello di Catanzaro, mentre dal luglio 1997 all'aprile 2000 è stato procuratore generale presso la Corte d'appello di Reggio Calabria. 
Dopo l'esperienza da governatore, Chiaravalloti è stato commissario e vicepresidente dell'Autorità Garante per la protezione dei dati personali dal 2005 al 2012.

## Vicende giudiziarie

### Inchiesta Poseidone
È stato indagato per frode nel 2005, ma assolto "per non aver commesso il fatto" riguardo alla sparizione dei Fondi Europei destinati alla costruzione di depuratori in Calabria nell'inchiesta "Poseidone". Nell'ambito dell'inchiesta, fino al giorno del trasferimento condotta dall'allora pm Luigi De Magistris, Giuseppe Chiaravalloti veniva più volte intercettato mentre parlava al telefono con la sua segretaria. Nella più famosa tra queste intercettazioni propose di affidare lo scomodo pubblico ministero alle cure della Camorra: “Lo dobbiamo ammazzare… no gli facciamo le cause civili per il risarcimento danni e ne affidiamo la gestione alla Camorra napoletana… non è che io voglio soldi…”,
aveva poi sentenziato riferendosi alla tutela dei suoi diritti: “De Magistris passerà gli anni suoi a difendersi”.

### 'Ndrangheta
Nel 2006 viene portata a termine dalla polizia e dai carabinieri di Vibo Valentia un'indagine contro la 'Ndrangheta (clan Mancuso) e i suoi collegamenti politico-istituzionali e imprenditoriali (indagine Dinasty 2 - Do ut des), l'ex Presidente Chiaravalloti rimane coinvolto con l'accusa di corruzione ma viene prosciolto dal giudice dell'udienza preliminare nel 2007 perché il fatto non sussiste.

### Inchiesta Why not
È stato coinvolto anche nella famosa Inchiesta Why Not condotta dall'allora pm Luigi de Magistris, indagato e rinviato a giudizio per il reato di Abuso d'ufficio è stato assolto in primo grado mentre in appello la Corte d'appello di Catanzaro ha disposto il non luogo a procedere per intervenuta prescrizione. Il 2 ottobre 2013 la Corte di cassazione chiude definitivamente la vicenda, assolvendo Chiaravalloti e dichiarando inammissibile l'appello della Procura generale contro l'assoluzione per prescrizione sancita in primo grado dal gup e in appello dalla Corte.